# Pehr Herman Rosén von Rosenstein
Pehr Herman Rosén von Rosenstein, ursprungligen Aurivillius, född 7 maj 1763 i Uppsala, död 29 september 1799 i Vasa, var en svensk militär och guvernör. Mellan 1787 och 1790 var von Rosenstein guvernör över kolonin Svenska S:t Barthélemy.

## Biografi

### Uppväxt

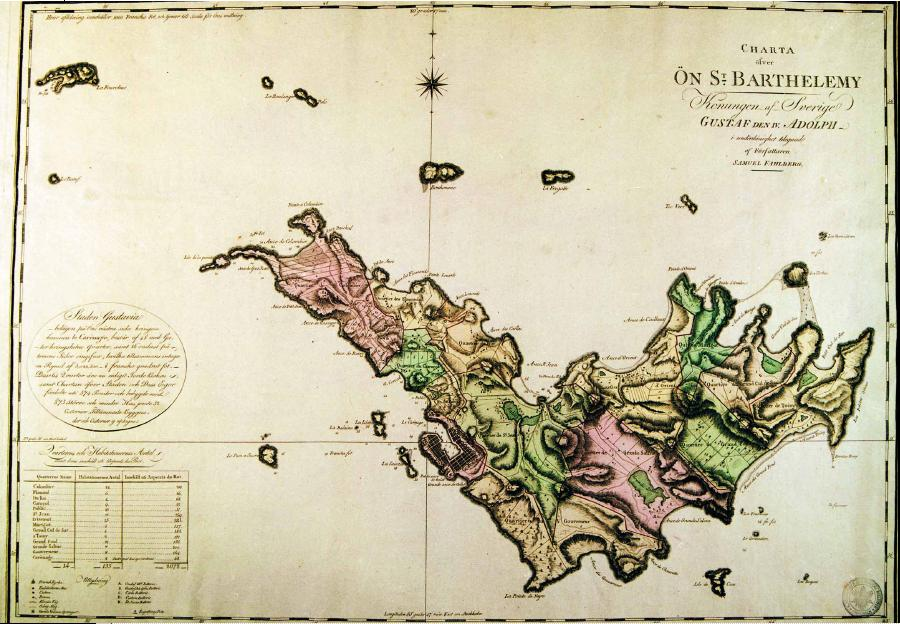
Svenska S:t Barthélemy 1784-1878

Han föddes som femte barn till livmedikus Samuel Aurivillius (1721–1767) och dennes maka Anna Margareta Rosén von Rosenstein (1736–1772). Faderns familj upptogs i adelskap på hustruns sida den 8 maj 1773.
Rosén von Rosenstein började i det militära och blev sergeant vid Uplands regemente  och 1779 fänrik vid Österbottens regemente.

### Svenska S:t Barthélemy
Den 6 mars 1785 anlände Rosén von Rosenstein som garnisonsbefäl med fartyget Sprengtporten till S:t Barthélemy.
Den 24 januari 1787 samlades öns nybildade medstyre Konseljen med von Rosenstein som ordförande. I Konseljen ingick även Johan Norderling och fyra av öns svenska invånare. von Rosenstein utnämndes därefter i april 1787 till guvernör över Svenska S:t Barthélemy; han innehade ämbetet till juni 1790.
Slavhandel var tillåten på ön och den 30 juni 1787 författade von Rosenstein nya lagar (Code Noir-Svarta koden) som skulle styra livet för öns slavar. Regelverket publicerades den 6 juli och genom lagstiftningen delades befolkningen in i tre grupper: Vita, fria kulörta och svarta slavar. Svarta koden byggde på "Code de la Martinique" skriven av Jacques Petit de Viévigne som fastställdes 1767 på grannön Martinique.
Den 3 februari 1790 beviljades von Rosenstein sitt avsked och han lämnade S:t Barthélemy i juni samma år.
Efter hemkomsten återgick Rosén till Österbottens regemente där han 1791 befordrades till premiärmajor och tjänstgjorde också som adjutant hos Carl August Ehrensvärd. Rosén utnämndes även till riddare av Svärdsorden.
von Rosenstein gifte sig aldrig och dog 1799 i Vasa i Finland.

## Utmärkelser
- Riddare av Svärdsorden,  1 november 1797[1]

[Redigera Wikidata]